# پائول پالین
پائول پالین (انگلیسی: Paul Palén; ۴ آوریل ۱۸۸۱ – ۱۲ اکتبر ۱۹۴۴) تیرانداز اهل سوئد بود.
وی در مسابقات کشوری و بین‌المللی در مجموع برندهٔ ۱ مدال طلا، ۱ مدال نقره شده‌است.